# 古市だんじり祭
古市だんじり祭（ふるいちだんじりまつり）は大阪府羽曳野市の白鳥神社でおこなわれる祭礼。

## 概要
- 日程： 10月体育の日（ハッピーマンデー）の前、前々日の土、日曜日
- 場所： 近鉄南大阪線古市駅下車　白鳥神社
- 宵宮の夕方頃、古市駅前ロータリーに近隣の軽里を含めた7台が集結するパレードが行われる。
- 本宮の午前中には、竹ノ内街道を練り歩き、白鳥神社に6町が宮入する。この際、境内へ非常に急な坂を一気に駆け上がるのが見もので、せまい境内は多くの観客で賑わう。
- 古市駅を中心に半径1㎞で曳行されるため、すぐにだんじりを見つけることができ、「ぶんまわし」や「やりまわし」を見ることができる。
- 掛け声としては同地方特有の「こりゃせ」が主に用いられるが、近年は岸和田だんじり祭の影響から「そーりゃ」も多用される。

## だんじり
古市6地区においてそれぞれ地車を所有しており、曳き方にそれぞれの地区の特色が色濃く出ている。
- 北町 ： 五枚板式地車 （植山工務店にて修復）
- 西町 ： 三枚板式地車 （大下工務店にて一部彫刻を除いて新調・改修）
- 東町 ： 幕式地車 （植山工務店にて修復）
- 中町 ： 幕式地車 （彫忠にて修復）
- 南町 ： 折衷型地車 （大下工務店にて新調・改修）
- 堂之内町 ： 三枚板式地車 （大下工務店にて修復）

## ぶんまわし・やりまわし
地車を駅前ロータリーなどで回す「ぶんまわし」を主流としていたが、近年では下だんじりに特徴的な「やりまわし」を行う町も現れている。
ぶんまわし・東町、中町、堂之内
場所・・駅前ロータリー、駅前公園、簑辻会館前
やりまわし・北町、南町、西町、軽里
場所・・白鳥交差点から軽里までの間